# 延福寺 (出雲市)
延福寺（えんぷくじ）は、島根県出雲市斐川町にある、日蓮宗の寺院。正式名は東光山延福寺。旧本山は、京都要法寺。興統法縁。

## 起源と歴史
室町時代の永禄元年（1558年）、今から約460年前設立された旧斐川町唯一の日蓮宗寺院。
元々は斐伊川の中州に祀ってあったが、弘治2～3年（1555年～1556年）の洪水により現在の地へ移ったとされている。
開基は持證院日覚上人、施主は佐藤六郎右エ門。
寺院としては珍しく、仏と神の両方を祀る「神仏習合」の寺。

## 主な祭事
- 毎月2日 - 盛運祈願祭
- 1月1日 - 新春初祈祷会
- 1月中旬 - 厄除開運大祭星まつり
- 3月春分の日 - 春季永代供養合同祭
- 7月中旬 - 夏施餓鬼大法要
- 8月14日 - 初盆法要
- 9月秋分の日 - 秋季永代供養合同祭
- 10月12日 - ご難法要
- 11月7日 - 日蓮大聖人報恩御会式

## 祭神
- 大黒福寿尊天
- 参拾番神
- 生髪鬼形鬼子母神
- 北辰妙見大菩薩
- 七面大明神

## アクセス
- JR山陰本線　直江駅から徒歩26分
- 出雲空港から約16分